# 長峰山 (兵庫県)
長峰山（ながみねさん）は兵庫県神戸市灘区、六甲山系の前方に位置する標高687.7mの山。

## 概要
長峰山は、六甲最高峰と摩耶山の六甲山系主尾根から南方に向かって派生する長峰尾根上の山塊である。山頂には天狗塚と呼ばれる巨岩がある。
主尾根から大阪・神戸を結ぶ阪神都市圏側に張り出した尾根上に位置することもあり、大阪湾を中心とする地域を広く展望することができる。
その展望は、足下に神戸市内を置き、西は明石海峡から南方は紀淡海峡、南東方に広く大阪平野を挟んで、生駒・金剛・紀伊葛城の山々を見渡すことができる。逆に、主尾根側には東方の六甲最高峰、西方の摩耶山を挟んで、六甲の山々の展望が良い。

## 登山道
登山道は阪急六甲駅から、神戸松蔭女子学院大学や六甲学院を経由して登るものと、阪急王子公園駅を出発点とし、杣谷峠を経て登るものがある。双方とも凡そ、1時間半程度かかる。多くの登山者はこの両者のルートを用いてループ状に歩いている。

## 交通
- 阪急六甲駅
- 阪急王子公園駅

## 画像

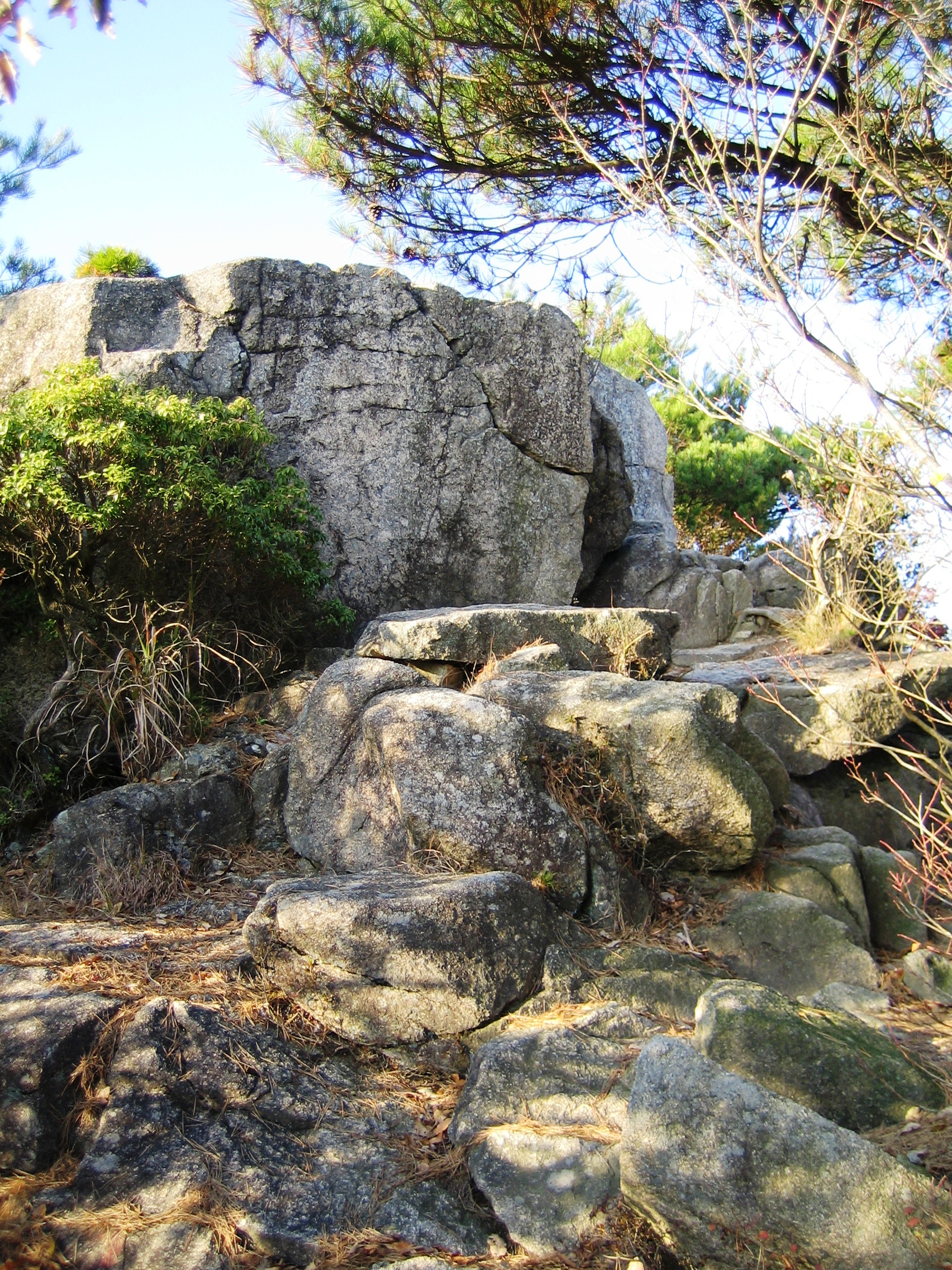
長峰山頂の天狗岩(2008年11月)
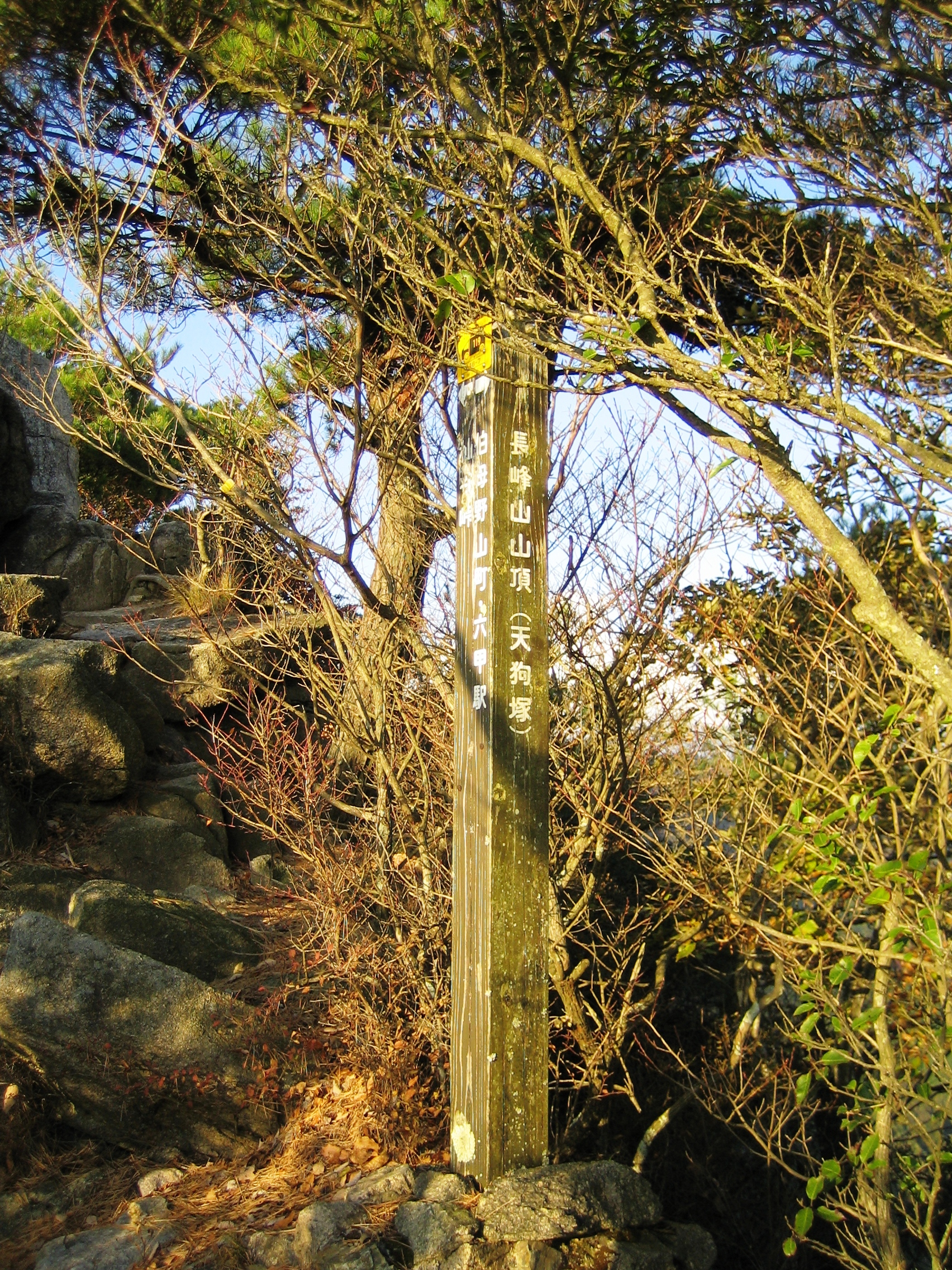
長峰山頂の標識(2008年11月)
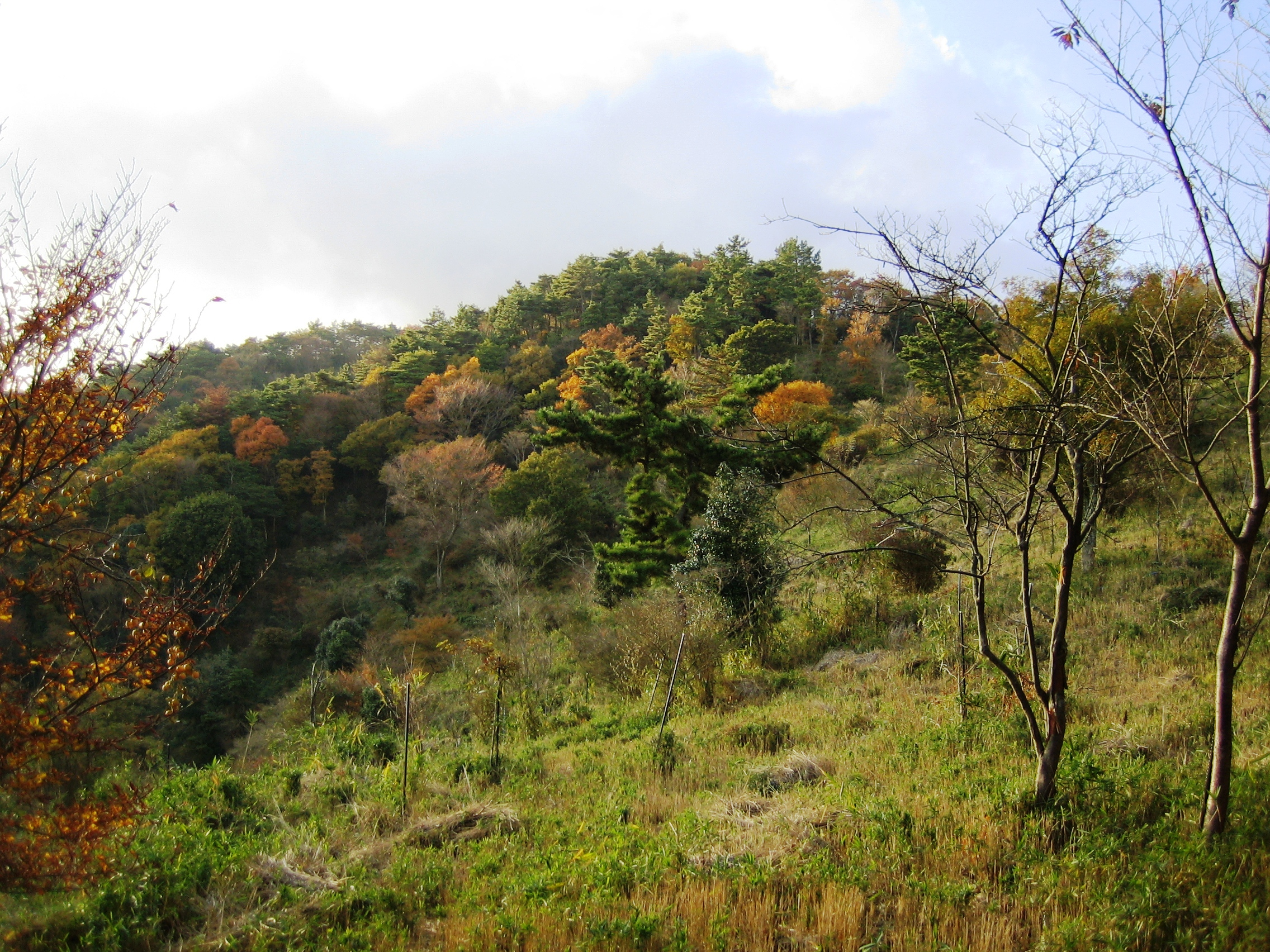
長峰山中腹から見た長峰山(2008年11月)
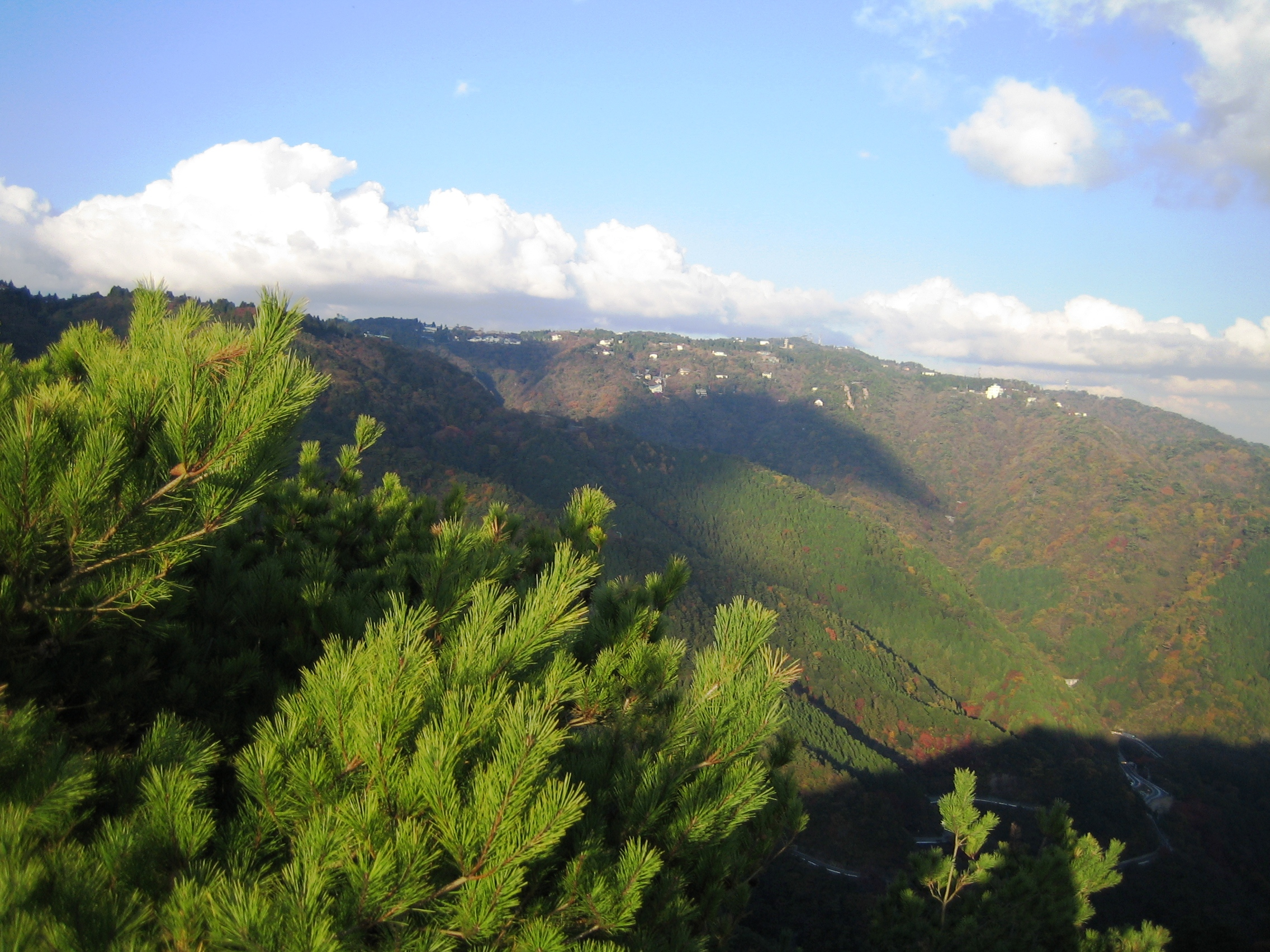
長峰山頂から見た六甲山(2008年11月)
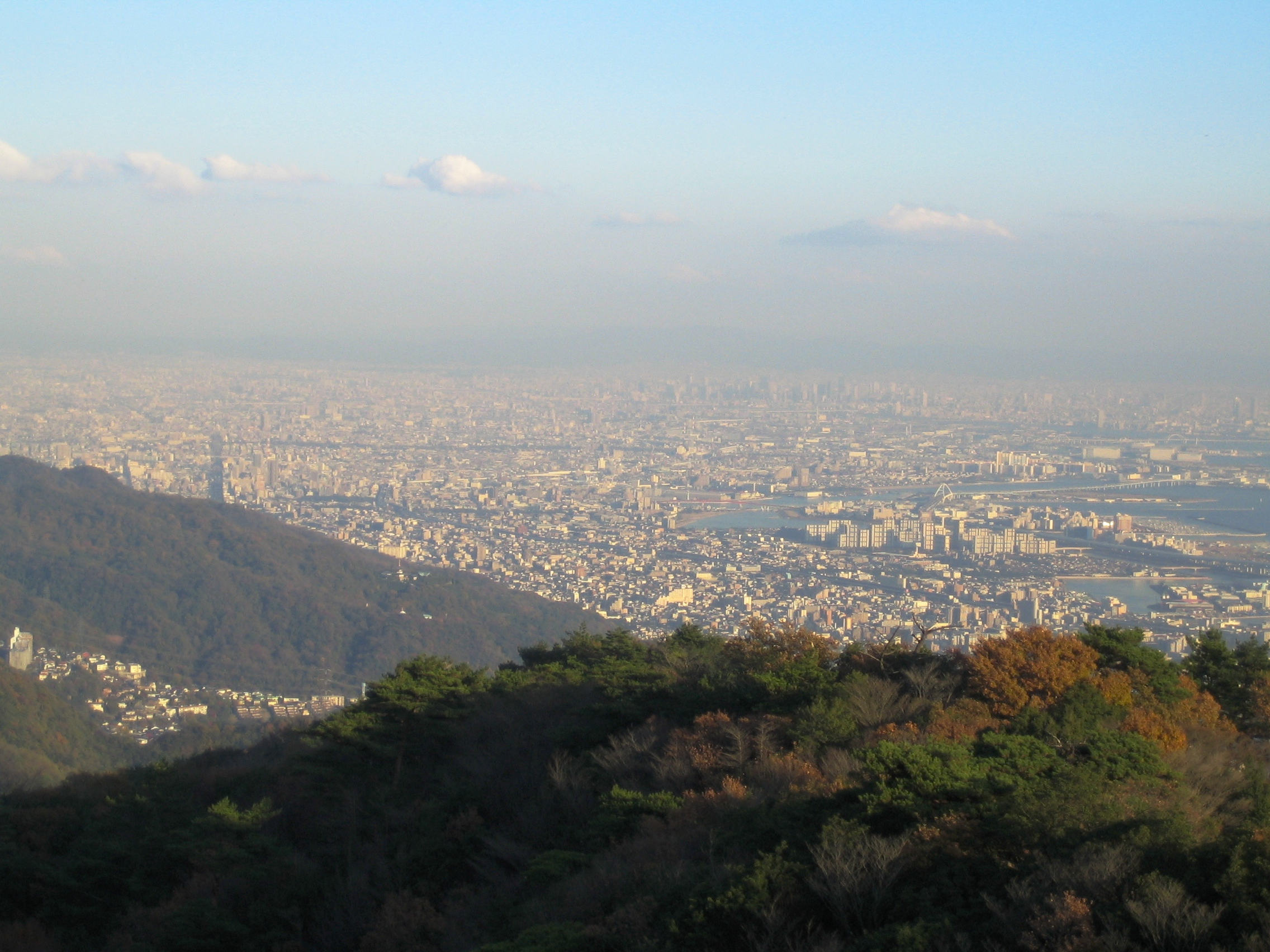
長峰山頂から大阪方面(2008年11月)
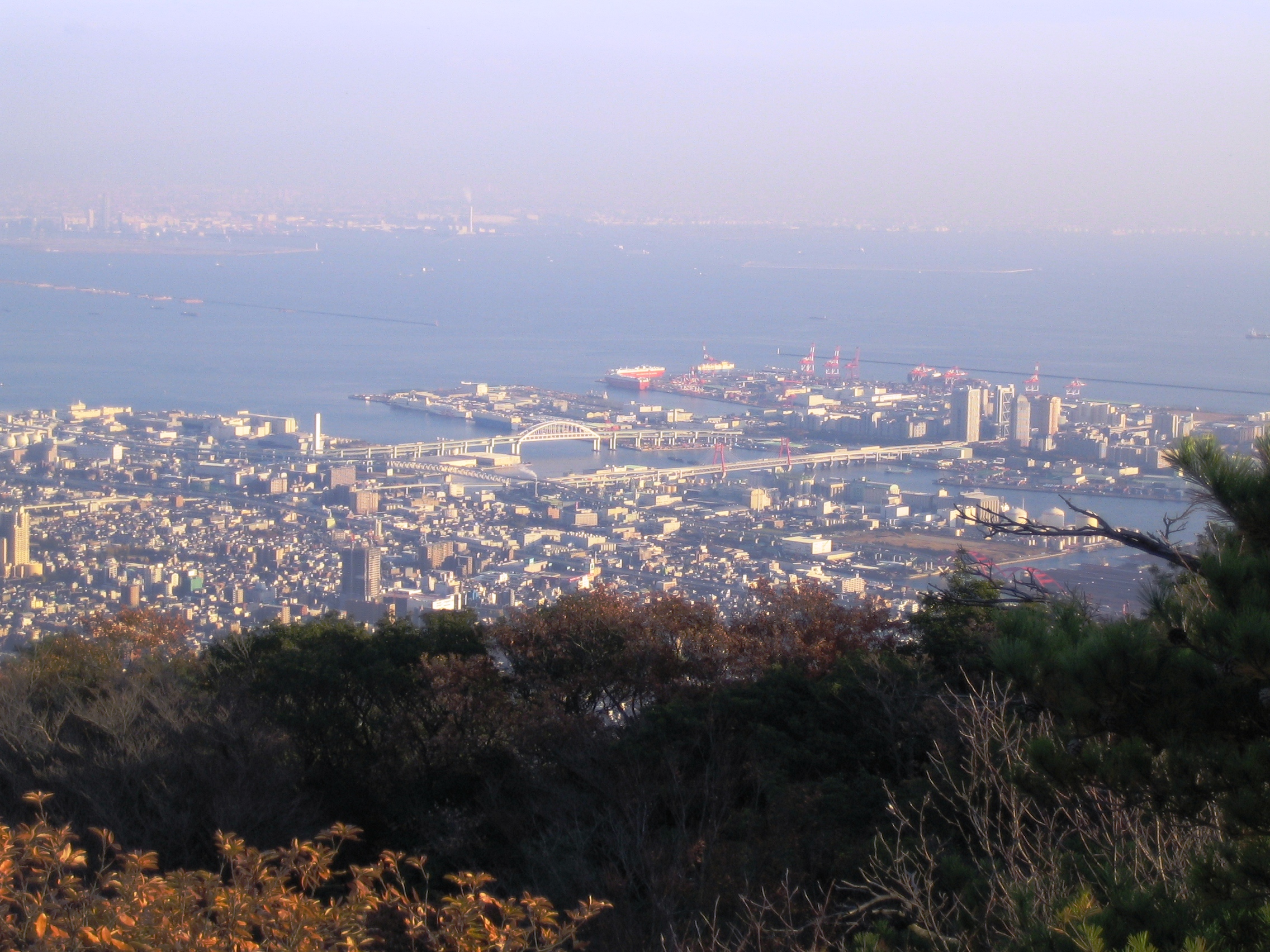
長峰山頂から見た六甲アイランド付近(2008年11月)
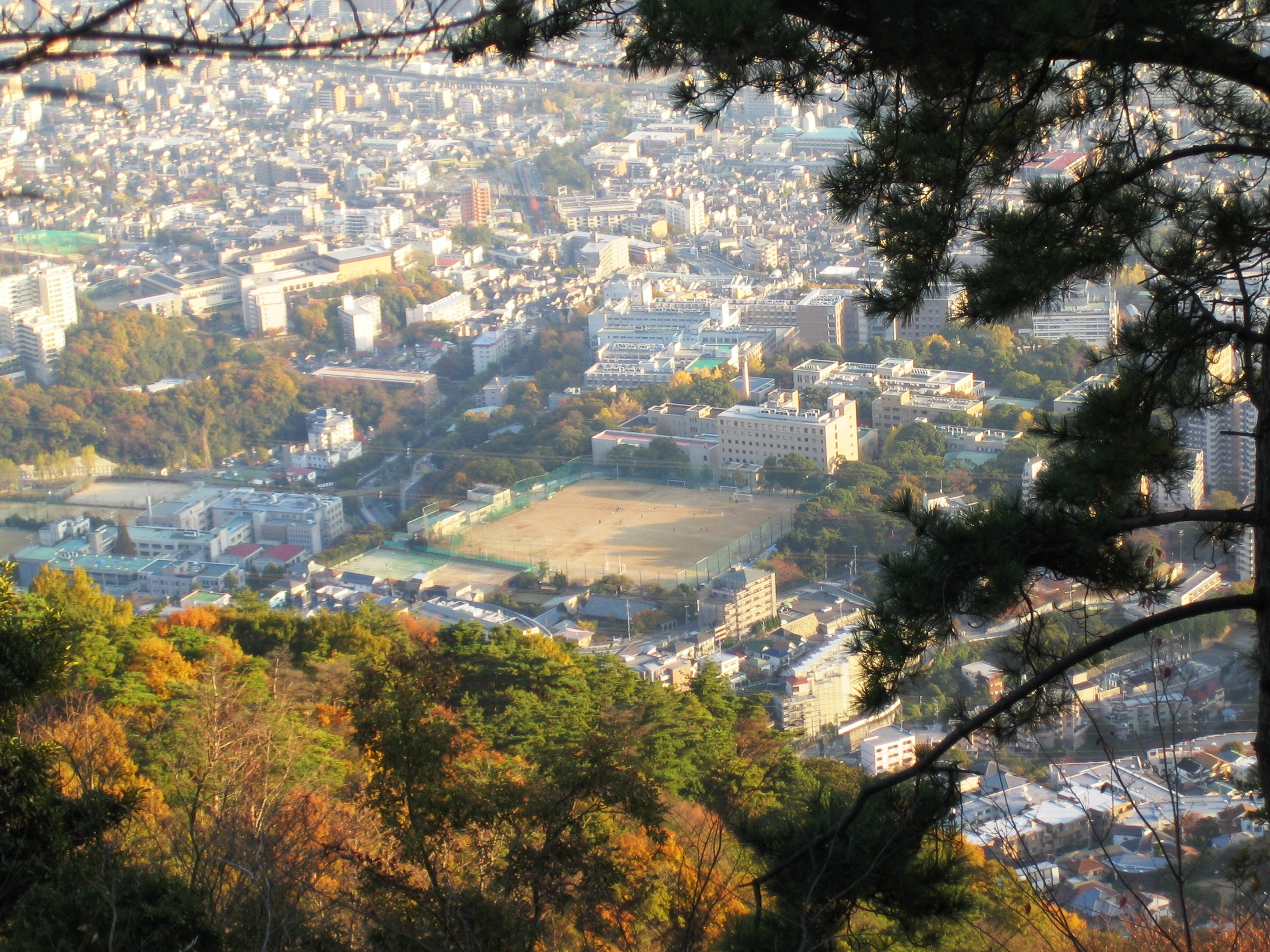
長峰山中腹から見た神戸大学(2008年11月)
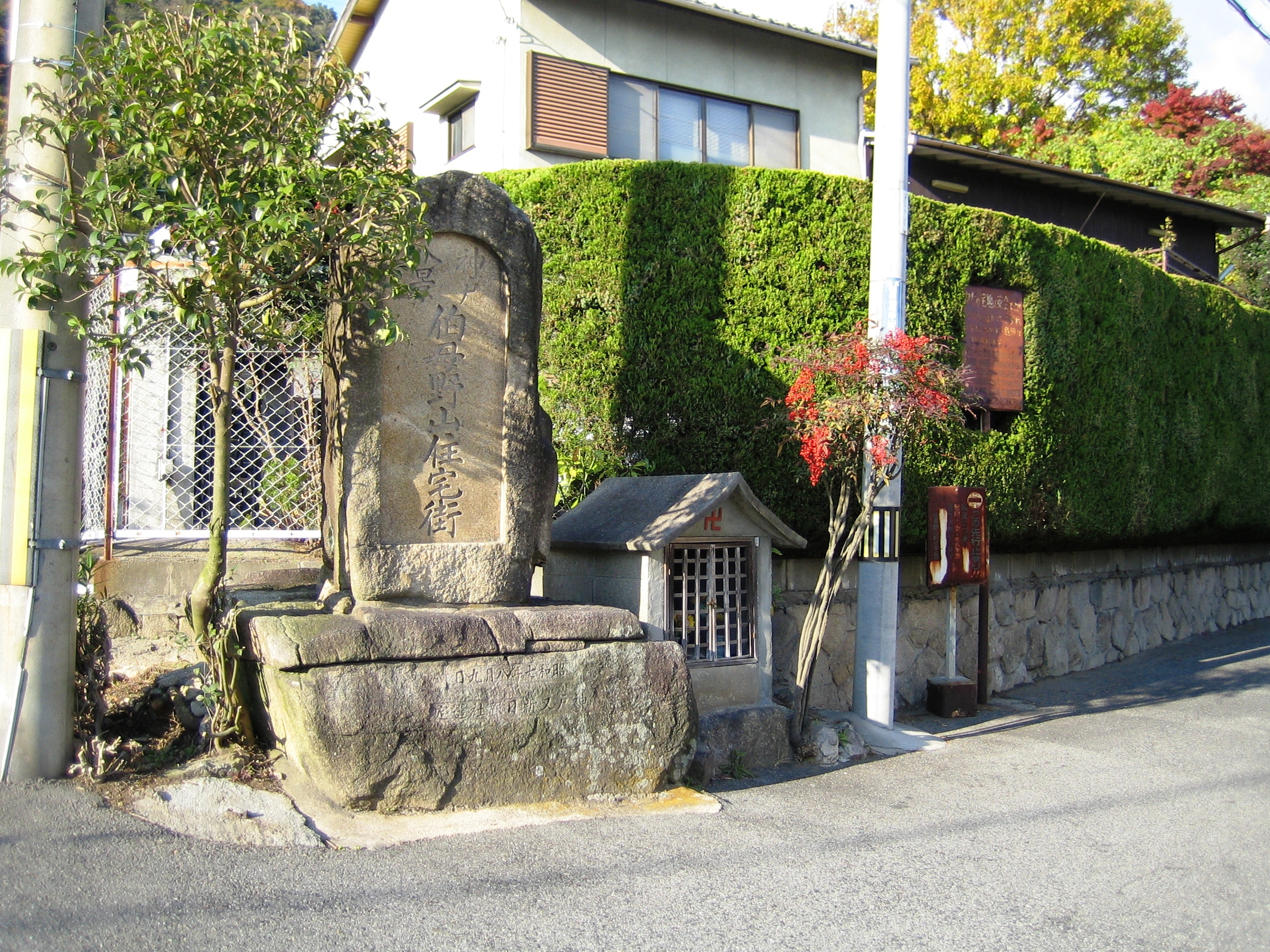
長峰山登山道入口付近にある伯母野山住宅地(2008年11月)